# 레오파드 (소설)
《레오파드》(노르웨이어: Panserhjerte)는 요 네스뵈의 2009년 범죄 스릴러 소설로, '형사 해리 홀레 시리즈'의 여덟 번째 작품이다. 전편 《스노우맨》의 연장선 격인 사건을 다루고 있다. 대한민국에는 2012년 비채에서 노진선 번역으로 출간되었다.